# Geoffrey Lewis
Pour les articles homonymes, voir Lewis.
Geoffrey Lewis est un acteur américain, né le 31 juillet 1935 à Plainfield au New Jersey et mort le 7 avril 2015 à Woodland Hills.

## Carrière
Geoffrey Lewis grandit dans le Rhode Island et emménage en Californie à l'âge de 10 ans. Après avoir joué dans plusieurs productions théâtrales près de Broadway, il apparaît en guest-star dans plusieurs séries télévisées, comme Mission impossible, Gunsmoke ou L'Agence tous risques.
Acteur fétiche de Clint Eastwood, il a participé à quatre de ses films — L'Homme des Hautes Plaines (1973), Bronco Billy (1980), Pink Cadillac (1989) et Minuit dans le jardin du bien et du mal (1997) — et joué à ses côtés dans trois autres : Le Canardeur (1974), Doux, dur et dingue (1978) et Ça va cogner (1980).
Il est le père de Juliette Lewis.

## Mort
Il meurt de causes naturelles le 7 avril 2015 à 79 ans.

## Filmographie

### Cinéma
- 1972 : Welcome Home Soldier Boys (en) : Francis Rapture
- 1972 : La Poussière, la Sueur et la Poudre (The Culpepper Cattle Co.) : Russ
- 1972 : Les rebelles viennent de l'enfer (Bad Company) : Hobbs
- 1973 : Dillinger : Harry Pierpont
- 1973 : Mon nom est personne de Tonino Valerii : Chef de la horde sauvage
- 1973 : L'homme des hautes plaines (High Plains Drifter) de Clint Eastwood : Stacey Bridges
- 1974 : Le Canardeur (Thunderbolt and Lightfoot) de Michael Cimino : Eddie Goody
- 1974 : Macon County Line (en) : Hamp
- 1975 : La Kermesse des aigles (The Great Waldo Pepper de George Roy Hill : Newt
- 1975 : Le Lion et le Vent (The Wind and the Lion) : Samuel Gummere
- 1975 : Smile : Wilson
- 1975 : Les Aventuriers du Lucky Lady (Lucky Lady), de Stanley Donen : cap. Mosely
- 1976 : La Revanche d'un homme nommé Cheval (The Return of a Man Called Horse) : Zenas
- 1978 : Shoot the Sun Down (en) : le scaphandrier
- 1978 : Selle d'argent (Sella d'argento) de Lucio Fulci : 2 Strike Snake
- 1978 : Doux, dur et dingue (Every Which Way But Loose) de James Fargo : Orville
- 1979 : Tilt (en) : le conducteur du train
- 1980 : Expérimentations humaines (Human Experiments) : Dr Kline
- 1980 : Tom Horn de William Wiard : Walter Stoll
- 1980 : Bronco Billy de Clint Eastwood : John Arlington
- 1980 : La porte du paradis (Heaven's Gate) : Trapper Fred
- 1980 : Ça va cogner (Any Which Way You Can) de Buddy Van Horn : Orville Boggs
- 1982 : J'aurai ta peau (I, The Jury) de Richard T. Heffron : Joe Butler
- 1983 : Le Justicier de minuit (10 to Midnight) de J. Lee Thompson : Dave Dante
- 1984 : La Nuit de la comète (Night of the Comet) de Thom Eberhardt : Carter
- 1985 : Lust in the Dust : Hard Case Williams
- 1985 : Toubib Academy numéro un (en) (Stitches) de Rod Holcomb et Alan Smithee : Ralph Rizzo
- 1988 : Time Out : Mr. Steve Smith
- 1989 : L'arme du clown (en) (Out of the Dark) de Michael Schroeder : Dennis
- 1989 : Pink Cadillac de Buddy Van Horn : Rick Z
- 1989 : Autant en emporte Fletch ! (Fletch lives) : chef des KKK
- 1989 : Catch Me If You Can : Mr. Johnson
- 1989 : Tango et Cash d'Andreï Kontchalovski et Albert Magnoli : capitaine Schroeder
- 1990 : Delirium (Disturbed) : Michael Kahn
- 1991 : Double Impact de Sheldon Lettich : Frank Avery
- 1992 : Le Cobaye (The Lawnmower Man) de Brett Leonard : Terry McKeen
- 1992 : Wishman (en) de Brett Leonard : Hitchcock, le génie
- 1993 : Only the Strong de Sheldon Lettich : Kerrigan
- 1993 : Nom de code : Nina (Point of no Return) de John Badham : le propriétaire du drugstore
- 1993 : Au-dessus de la loi (Joshua Tree) de Vic Armstrong : Sheriff Cepeda
- 1993 : L'Homme sans visage (The Man Without a Face) de Mel Gibson : Chef Wayne Stark
- 1994 : Croc-Blanc 2 (White Fang 2: Myth of the White Wolf) : Heath
- 1994 : Last Resort : Rex Carver
- 1994 : Maverick de Richard Donner : Matthew Wicker/Eugene Banker
- 1994 : The Dragon Gate : Shin'ichi
- 1995 : The Janitor : Le dieu de Janitor
- 1996 : Aux portes de l'enfer (An Occasional Hell) : Draper Jewett
- 1997 : American Perfekt de Paul Chart : Willy
- 1997 : Minuit dans le jardin du bien et du mal (Midnight in the Garden of Good and Evil) de Clint Eastwood : Luther Driggers
- 1999 : Five Aces (en) de David O'Neill : Sloan
- 2000 : Le Jeu du prophète (Prophète's Game) : Guest #1
- 2000 : Way of the gun, de Christopher McQuarrie : Abner Mercer
- 2001 : Piège sous le soleil (Sunstorm) : Browner
- 2002 : Le Nouveau (The New Guy) d'Ed Decter : principal Zaylor
- 2003 : Brazilian Brawl : Bolton
- 2003 : Mind Games : Melvin Reeves
- 2003 : May Day : Walters
- 2004 : Blueberry, l'expérience secrète de Jan Kounen : Greg Sullivan
- 2005 : Formosa : Lucky Marshall
- 2005 : The Devil's Rejects de Rob Zombie : Roy Sullivan
- 2005 : Old Man Music : vieillard
- 2005 : Down in the Valley de David Jacobson : Sheridan
- 2006 : Fingerprints (en) : Keeler
- 2006 : Zombies (Wicked Little Things) de J.S. Cardone : Harold
- 2007 : Cold Ones : Felton
- 2008 : Chinaman's Chance : Lewis
- 2008 : Christmas Cottage : Butch
- 2009 : The Butcher : Naylor
- 2009 : The Haunted World of El Superbeasto : Lenny (voix)
- 2010 : Pickin' & Grinnin' : Cletus
- 2010 : Miss Nobody (en) : Mr. Ketchum
- 2011 : Better Angels : l'acteur
- 2012 : Retreat! : Sullivan
- 2012 : Dark Star Hollow : Dam worker Frank